# Crotalaria mentiens
Espèce
Statut de conservation UICN

 EN B1ab(iii)+2ab(iii) : En danger
Crotalaria mentiens Polhill est une espèce de plantes à fleurs de la famille des Fabaceae et du genre Crotalaria, endémique du Cameroun.

## Description
C'est une herbe annuelle dressée pouvant atteindre 40 cm de hauteur.

## Habitat et écologie
Très rare, endémique du Cameroun, elle n'a été observée que sur un seul site, à Jakiri dans la Région du Nord-Ouest. Son habitat précis est inconnu, mais on suppose qu'elle a été récoltée à une altitude comprise entre 1 200 et 2 200 mètres.
Elle figure sur la liste rouge de l'UICN comme espèce en danger.